# Église baptiste Sumi de Zunheboto
L' Église baptiste Sumi de Zunheboto (anglais : Sümi Baptist Church, Zünheboto) est une megachurch chrétienne évangélique baptiste située à Zunheboto, en Inde. Elle est affiliée au Conseil de l'église baptiste du Nagaland. En 2024, elle compterait 10 000 personnes. 

## Histoire
L'église a été fondée en 1942 à Zunheboto .
En 2007, elle a débuté la construction d'un nouveau bâtiment . En avril 2017, Solomon Rongpi, le Secrétaire général du Council of Baptist Churches in Northeast India, a fait la dédicace du bâtiment comprenant un auditorium de 8,000 places.
En 2025, l'église compterait une assistance de 10 000 personnes .